# カプラルバ
カプラルバ（伊: Capralba）は、イタリア共和国ロンバルディア州クレモナ県にある、人口約2,300人の基礎自治体（コムーネ）。

## 地理

### 位置・広がり

#### 隣接コムーネ
隣接するコムーネは以下の通り。括弧内のBGはベルガモ県所属を示す。
- カンパニョーラ・クレマスカ
- カラヴァッジョ (BG)
- カザレット・ヴァプリオ
- ミザーノ・ディ・ジェーラ・ダッダ (BG)
- ピエラーニカ
- クインターノ
- セルニャーノ
- トルリーノ・ヴィメルカーティ
- ヴァイラーテ

### 気候分類・地震分類
気候分類では、zona E, 2251 GGに分類される。
また、イタリアの地震リスク階級 (it) では、zona 3 (sismicità bassa) に分類される
。

## 行政

### 分離集落
カプラルバには、以下の分離集落（フラツィオーネ）がある。
- Farinate, Campisico di sopra, Campisico di sotto